# تیم ملی فوتبال ایرلند شمالی
تیم ملی فوتبال ایرلند شمالی (به انگلیسی : Northern Ireland national football team) نماینده کشور ایرلند شمالی در مسابقات بین‌المللی و اروپایی است که زیر نظر اتحادیه فوتبال ایرلندشمالی فعالیت می‌کند.این تیم از سال ۱۸۸۲ تا ۱۹۲۱ میلادی تحت عنوان تیم ملی ایرلند در مسابقات ملی حاضر می‌شد. نخستین بازی رسمی این تیم در ۱۸ فوریه ۱۸۸۲ میلادی در برابر تیم ملی فوتبال انگلستان برگزار شد که این تیم در شهر بلفاست با نتیجه ۱۳ بر هیچ مغلوب تیم ملی انگلستان شد.
تیم ملی ایرلند شمالی تاکنون در سه جام جهانی فوتبال ۱۹۵۸، ۱۹۸۲ و ۱۹۸۶ حضور داشته‌است که در جام‌های جهانی ۱۹۵۸ سوئد و ۱۹۸۲ اسپانیا به مرحله یک‌چهارم نهایی صعود کرد. همچنین این تیم برای نخستین بار جواز حضور در مسابقات جام ملت‌های اروپا را به دست آورده‌است و تابستان آینده در جام ملت‌های ۲۰۱۶ فرانسه حاضر خواهد بود. این تیم در واپسین رده‌بندی جهانی فوتبال فیفا در رتبه ۳۰ام جهان قرار دارد. مایکل اونیل از سال ۲۰۱۱ تاکنون هدایت تیم ملی ایرلند شمالی را بر عهده دارد.

## ورزشگاه خانگی
ورزشگاه خانگی این تیم با عنوان ویندسور پارک با گنجایش ۲۰٬۰۰۰ نفر در شهر بلفاست قرار دارد.این ورزشگاه همچنین زمین بازی تیم باشگاهیلینفیلد نیز است.ساخت این ورزشگاه از سال ۱۹۰۳  آغاز و پس از دو سال در ۱۹۰۵ میلادی بازگشایی شد.

## اسطوره‌های ملی

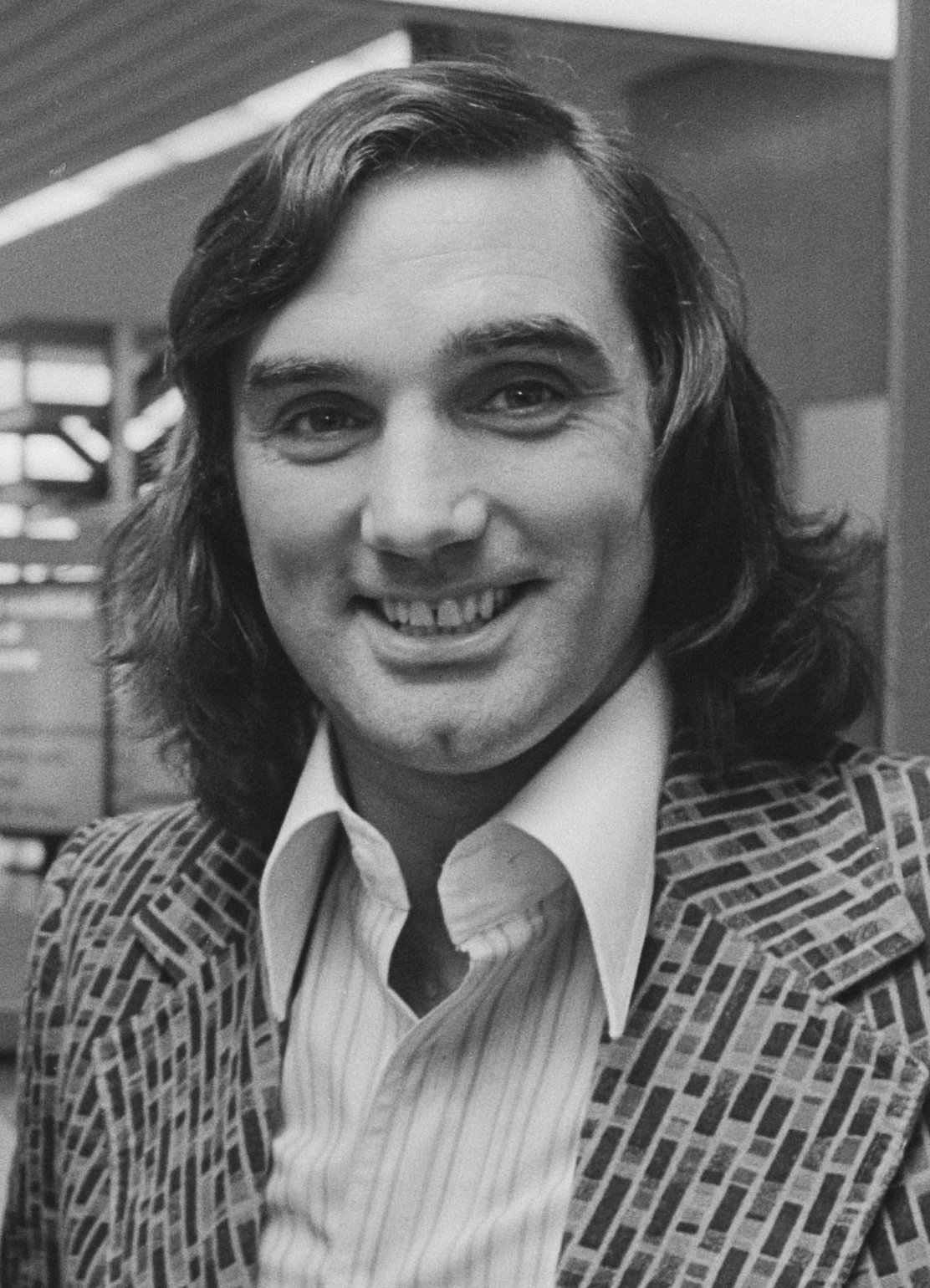
جرج بست با رکورد ۳۷ بازی و ۹ گل ملی برای تیم ملی فوتبال ایرلند شمالی.

از بزرگت‌ترین بازیکنان تاریخ تیم ملی ایرلند شمالی می‌توان به جرج بست اسطوره باشگاه منچستر یونایتد اشاره کرد.وی ۳۷ مرتبه برای تیم ملی کشورش بازی کرد در این بازی‌ها موفق به زدن ۹ گل ملی شد. همچنین جرج بست در سال ۱۹۶۸ میلادی به عنوان بهترین بازیکن سال قاره اروپا انتخاب شد. از دیگر بازیکنان بزرگ تیم ملی ایرلند می‌توان به پت جنینگز رکورد دار بیشترین گل ملی ، دنی بلنچ‌فلوور ، مال دوناگی ، جکی بلانچ فلاور و جیمی نیکول اشاره کرد.

## حضور در جام جهانی
این تیم تاکنون موفق به سه بار حضور در ادوار جام جهانی شده‌است. که  بترین نتایج را در جام‌های جهانی ۱۹۵۸ سوئد و ۱۹۸۲ اسپانیا کسب کرده‌است.
     قهرمان       دوم       سوم       چهارم  
| جام جهانی فوتبال | جام جهانی فوتبال | جام جهانی فوتبال | جام جهانی فوتبال | جام جهانی فوتبال | جام جهانی فوتبال | جام جهانی فوتبال | جام جهانی فوتبال | جام جهانی فوتبال |           | مقدماتی جام جهانی | مقدماتی جام جهانی | مقدماتی جام جهانی | مقدماتی جام جهانی | مقدماتی جام جهانی | مقدماتی جام جهانی |           |
| سال              | مرحله            | رتبه             | ب                | برد              | مساوی*           | باخت             | ز                | خ                | ب         | برد               | مساوی             | باخت              | ز                 | خ                 |                   |           |
| ---------------- | ---------------- | ---------------- | ---------------- | ---------------- | ---------------- | ---------------- | ---------------- | ---------------- | --------- | ----------------- | ----------------- | ----------------- | ----------------- | ----------------- | ----------------- | --------- |
| ۱۹۳۰             | جزوی از ایرلند   | جزوی از ایرلند   | جزوی از ایرلند   | جزوی از ایرلند   | جزوی از ایرلند   | جزوی از ایرلند   | جزوی از ایرلند   | جزوی از ایرلند   |           |                   |                   |                   |                   |                   |                   |           |
| ۱۹۳۴             | جزوی از ایرلند   | جزوی از ایرلند   | جزوی از ایرلند   | جزوی از ایرلند   | جزوی از ایرلند   | جزوی از ایرلند   | جزوی از ایرلند   | جزوی از ایرلند   |           |                   |                   |                   |                   |                   |                   |           |
| ۱۹۳۸             | جزوی از ایرلند   | جزوی از ایرلند   | جزوی از ایرلند   | جزوی از ایرلند   | جزوی از ایرلند   | جزوی از ایرلند   | جزوی از ایرلند   | جزوی از ایرلند   |           |                   |                   |                   |                   |                   |                   |           |
| ۱۹۵۰             | جزوی از ایرلند   | جزوی از ایرلند   | جزوی از ایرلند   | جزوی از ایرلند   | جزوی از ایرلند   | جزوی از ایرلند   | جزوی از ایرلند   | جزوی از ایرلند   |           |                   |                   |                   |                   |                   |                   |           |
| ۱۹۵۴             | راه نیافت        | راه نیافت        | راه نیافت        | راه نیافت        | راه نیافت        | راه نیافت        | راه نیافت        | راه نیافت        | ۳         | ۱                 | ۰                 | ۲                 | ۴                 | ۷                 |                   |           |
| ۱۹۵۸             | یک‌چهارم          | هشتم             | ۵                | ۲                | ۱                | ۲                | ۶                | ۱۰               | ۴         | ۲                 | ۱                 | ۱                 | ۶                 | ۳                 |                   |           |
| ۱۹۶۲             | راه نیافت        | راه نیافت        | راه نیافت        | راه نیافت        | راه نیافت        | راه نیافت        | راه نیافت        | راه نیافت        | ۴         | ۱                 | ۰                 | ۳                 | ۷                 | ۸                 |                   |           |
| ۱۹۶۶             | راه نیافت        | راه نیافت        | راه نیافت        | راه نیافت        | راه نیافت        | راه نیافت        | راه نیافت        | راه نیافت        | ۶         | ۳                 | ۲                 | ۱                 | ۹                 | ۵                 |                   |           |
| ۱۹۷۰             | راه نیافت        | راه نیافت        | راه نیافت        | راه نیافت        | راه نیافت        | راه نیافت        | راه نیافت        | راه نیافت        | ۴         | ۲                 | ۱                 | ۱                 | ۷                 | ۳                 |                   |           |
| ۱۹۷۴             | راه نیافت        | راه نیافت        | راه نیافت        | راه نیافت        | راه نیافت        | راه نیافت        | راه نیافت        | راه نیافت        | ۶         | ۶                 | ۰                 | ۰                 | ۰                 | ۶                 |                   |           |
| ۱۹۷۸             | راه نیافت        | راه نیافت        | راه نیافت        | راه نیافت        | راه نیافت        | راه نیافت        | راه نیافت        | راه نیافت        | ۶         | ۲                 | ۱                 | ۳                 | ۷                 | ۶                 |                   |           |
| ۱۹۸۲             | دور دوم          | نهم              | ۵                | ۱                | ۳                | ۱                | ۵                | ۷                | ۸         | ۳                 | ۳                 | ۲                 | ۶                 | ۳                 |                   |           |
| ۱۹۸۶             | دور گروهی        | بیست و یکم       | ۳                | ۰                | ۱                | ۲                | ۲                | ۶                | ۸         | ۴                 | ۲                 | ۲                 | ۸                 | ۵                 |                   |           |
| ۱۹۹۰             | راه نیافت        | راه نیافت        | راه نیافت        | راه نیافت        | راه نیافت        | راه نیافت        | راه نیافت        | راه نیافت        | ۸         | ۲                 | ۱                 | ۵                 | ۶                 | ۱۲                |                   |           |
| ۱۹۹۴             | راه نیافت        | راه نیافت        | راه نیافت        | راه نیافت        | راه نیافت        | راه نیافت        | راه نیافت        | راه نیافت        | ۱۲        | ۵                 | ۳                 | ۴                 | ۱۴                | ۱۳                |                   |           |
| ۱۹۹۸             | راه نیافت        | راه نیافت        | راه نیافت        | راه نیافت        | راه نیافت        | راه نیافت        | راه نیافت        | راه نیافت        | ۱۰        | ۱                 | ۴                 | ۵                 | ۶                 | ۱۰                |                   |           |
| ۲۰۰۲             | راه نیافت        | راه نیافت        | راه نیافت        | راه نیافت        | راه نیافت        | راه نیافت        | راه نیافت        | راه نیافت        | ۱۰        | ۳                 | ۲                 | ۵                 | ۱۱                | ۱۲                |                   |           |
| ۲۰۰۶             | راه نیافت        | راه نیافت        | راه نیافت        | راه نیافت        | راه نیافت        | راه نیافت        | راه نیافت        | راه نیافت        | ۱۰        | ۲                 | ۳                 | ۵                 | ۱۰                | ۱۸                |                   |           |
| ۲۰۱۰             | راه نیافت        | راه نیافت        | راه نیافت        | راه نیافت        | راه نیافت        | راه نیافت        | راه نیافت        | راه نیافت        | ۱۰        | ۴                 | ۳                 | ۳                 | ۱۳                | ۹                 |                   |           |
| ۲۰۱۴             | راه نیافت        | راه نیافت        | راه نیافت        | راه نیافت        | راه نیافت        | راه نیافت        | راه نیافت        | راه نیافت        | ۱۰        | ۱                 | ۴                 | ۵                 | ۹                 | ۱۷                |                   |           |
| ۲۰۱۸             | راه نیافت        | راه نیافت        | راه نیافت        | راه نیافت        | راه نیافت        | راه نیافت        | راه نیافت        | راه نیافت        | راه نیافت | راه نیافت         | راه نیافت         | راه نیافت         | راه نیافت         | راه نیافت         | راه نیافت         | راه نیافت |
| ۲۰۲۲             | راه نیافت        | راه نیافت        | راه نیافت        | راه نیافت        | راه نیافت        | راه نیافت        | راه نیافت        | راه نیافت        | راه نیافت | راه نیافت         | راه نیافت         | راه نیافت         | راه نیافت         | راه نیافت         | راه نیافت         | راه نیافت |
| مجموع            | یک‌چهارم نهایی    | ۳/۲۰             | ۱۳               | ۳                | ۵                | ۵                | ۱۳               | ۲۳               | ۱۲۲       | ۳۷                | ۳۴                | ۵۱                | ۱۲۹               | ۱۴۳               |                   |           |

## نتایج
همه مسابقات از جمله دیدارهای دوستانه
| P   | برد | تساوی | باخت | گل زده | گل خورده | تفاضل گل |
| --- | --- | ----- | ---- | ------ | -------- | -------- |
| ۵۵۸ | ۱۳۹ | ۱۲۶   | ۲۹۳  | ۵۹۲    | ۱۱۱۴     | ۵۲۲−     |